# Bet tanura
Bet tanura (en arameu: בית תנורא) o Bar Tanura (en arameu: באר תנורא), era un poble jueu de la regió de Barwari, a la Governació de Dohuk, al nord de l'Iraq. El dialecte local, conegut com a neoarameu jueu de Bet tanura, és una de les varietats més seriosament amenaçades del neoarameu parlades avui dia.
La ciutat va ser habitada exclusivament per jueus que argumentaven que els seus avantpassats hi havien viscut des del retorn de Babilònia. La seva base econòmica era l'agricultura. El 1893 la comunitat va ser saquejada per kurds de les muntanyes, que van matar dos jueus i en feriren d'altres. La resta fugí als pobles veïns, i no va gosar retornar a les seves cases fins que es van assegurar la protecció del valí de Mossul, que es va materialitzar a través d'una carta de Moses ha-Levi, rabí en cap de Turquia. La comunitat, als anys 1940, estava formada per 17 famílies extenses. El 1951 la comunitat sencera va emigrar en massa a Israel.